# The Miseducation of Lauryn Hill
The Miseducation of Lauryn Hill — дебютный студийный альбом американской певицы Лорин Хилл, выпущенный 25 августа 1998 года лейблами Ruffhouse и Columbia.
Неосоул-альбом The Miseducation of Lauryn Hill отличается жанровым разнообразием: от современного ритм-н-блюза, хип-хопа и соула до регги. Лирическое содержание затрагивает темы беременности певицы, напряжённости в Fugees, а также о любви и Боге. Название альбома было вдохновлено фильмом и автобиографическим романом «Образование Сонни Карсона» и книгой Картера Вудсона «Неправильное образование негра».
Альбом The Miseducation of Lauryn Hill дебютировал на первом месте в чарте Billboard 200 с продажами 422 624 копий за первую неделю, побив рекорд по количеству проданных экземпляров среди женщин в то время. С альбома были выпущены три сингла: «Doo Wop (That Thing)», «Ex-Factor» и «Everything Is Everything». Первый — возглавил американский песенный чарт Billboard Hot 100, последующие два вошли в его первую половину. С целью рекламы альбома Лорин Хилл выступила на телешоу Saturday Night Live и церемонии награждения Billboard Music Awards, после чего объявила о начале мирового тура, билеты на который были раскуплены за несколько дней.

## Предыстория
В 1996 году, во время выступлений в качестве участницы группы The Fugees, Лорин Хилл познакомилась с Роэном Марли, с которым она вступила в близкие отношения и забеременела. Обстоятельства изменившейся жизни побудили Лорин к записи собственного альбома. Внеся свой вклад в создание сольного лонгплея The Carnival члена группы Fugees Вайклефа Жана, Лорин взяла перерыв в гастролях группы из-за беременности и творческого кризиса. Позже эта беременность послужила возобновлению творчества певицы, о которой она рассказывала в интервью несколько лет спустя:

«У некоторых женщин во время беременности усиливается рост волос и ногтей, в моём случае обострились чувство осознанности и желание творить. Мне хотелось писать так, как я не делала этого уже давно. Я не знаю с чем это связано, с гормонами или эмоциональностью… В то время я была под действием различных чувств».
Оригинальный текст (англ.)«When some women are pregnant, their hair and their nails grow, but for me it was my mind and ability to create. I had the desire to write in a capacity that I hadn't done in a while. I don't know if it's a hormonal or emotional thing ... I was very in touch with my feelings at the time».

На ранних стадиях создания альбома певица говорила: «Каждый раз когда мне было больно, каждый раз когда я разочаровывалась, каждый раз когда я чему-то училась, я писала об этом песню».
Творчески вдохновлённая Лорин Хилл написала более тридцати песен в своей мансардной студии, расположенной в городе Саут-Ориндж штата Нью-Джерси. Многие из этих песен повествовали о напряжённых отношениях в группе Fugees и прошлых любовных переживаниях. Летом 1997 года, когда певица должна была родить своего первого ребёнка, её попросили написать песню для госпел и ритм-н-блюз певицы Си-Си Вайнанс. Через несколько месяцев Лорин отправилась в Детройт, чтобы поработать с соул-певицей Аретой Франклин. Итогом работы стал сингл «A Rose is Still a Rose», достигший 26 места в чарте Billboard Hot 100. Вскоре после этого певица написала несколько песен для Уитни Хьюстон. Получив опыт работы в таких жанрах, как: госпел, хип-хоп, современный ритм-н-блюз, Лорин Хилл определила основное музыкальное направление для будущего альбома Miseducation of Lauryn Hill.

## Запись
Лорин приступила к записи альбома в конце 1997 года на студии Chung King в Нью-Йорке и завершила его в июне 1998 года на студии Tuff Gong в городе Кингстон на Ямайке. В интервью певица описала свой первый день в студии:

«В первый рабочий день я заказала в студию все музыкальные инструменты, в звучание которых была влюблена: арфы, струнные, литавры, орга́н и кларнет. Моя идея заключалась в сохранении присутствия человека в музыке. Я не хотела, чтобы запись звучала технически совершенно».
Оригинальный текст (англ.)«The first day in the studio I ordered every instrument I ever fell in love with: harps, strings, timpani drums, organs, clarinets. It was my idea to record it so the human element stayed in. I didn't want it to be too technically perfect».

Поначалу Вайклеф Жан не поддержал идею Лорин по созданию собственного студийного альбома, но позже он предложил свою помощь в качестве продюсера, однако, певица отклонила это предложение. Помимо работы на Chung King, Лорин Хилл записывалась на студиях Perfect Pair в Нью-Джерси, а также на Sony Studios, некоторые песни были собраны из частей, созданных в разных студиях. Однако, бо́льшая часть альбома была подготовлена на студии Tuff Gong, построенной регги музыкантом Бобом Марли. В одном из интервью певица говорила:

«Когда я начала работу над альбомом в Нью-Йорке и Нью-Джерси, огромное количество людей советовали разные музыкальные направления, по которым мне стоило бы пойти. Я находилась под давлением людей, окружавших меня, я чувствовала себя в эпицентре негативных эмоций. Мне хотелось найти то место, где меня бы пронизывали положительные вибрации, где я чувствовала бы себя как дома; для меня этим домом стала студия Tuff Gong».
Оригинальный текст (англ.)«When I started recording in New York and New Jersey, lots of people were talking to me about going different routes. I could feel people up in my face, and I was picking up on bad vibes. I wanted a place where there was good vibes, where I was among family, and it was Tuff Gong».

Многие члены семьи Марли присутствовали в студии во время записи, в том числе, Джулиан Марли, который добавил гитарные элементы в песне «Forgive Them Father».

## Судебный иск
Несмотря на большую совместную работу Лорин Хилл и творческой группы музыкантов, известной как New Ark (Вада Ноблс, Рашим Паг, Реймолд Ньютон и Джохари Ньютон), лейбл решил идти по модели Принса, когда все композиции альбома были «написаны и спродюсированы» артистом при небольшой помощи со стороны. Во время записи альбома певицу попросили предоставить подтверждающие документы или контракты с музыкантами, на что она ответила: «Мы все любим друг друга. Суть не в документах. Она в благословении».
В 1998 году группа музыкантов New Ark подала исковое заявление на 50 листах в отношении Лорин Хилл, её менеджмента и лейбла за «использование чужого музыкального материала и навыков его производства, без ссылки на авторство, принадлежащее творческой группе». Музыканты утверждали о полном авторстве в двух песнях, и основном вкладе на нескольких композициях альбома, однако, Гордон Уильямс, инженер по сведению альбома, описывал проект как «очень личную работу Лорин … Определённо, это было ви́дение певицы». В ответ на иск Лорин Хилл обвинила группу New Ark в умышленной попытке получения выгоды из-за успешности альбома. Группа New Ark запросила частичное включение в соавторство некоторых песен и денежное возмещение за их предыдущие продажи. В феврале 2001 года иск был урегулирован на сумму 5 миллионов долларов в досудебном порядке.

## Список композиций
| №                   | Название                                            | Автор(ы)                          | Продюсер(ы)               | Длительность |
| ------------------- | --------------------------------------------------- | --------------------------------- | ------------------------- | ------------ |
| 1.                  | «Intro»                                             |                                   | Лорин Хилл                | 0:47         |
| 2.                  | «Lost Ones»                                         | Лорин Ноэль Хилл                  | Хилл Che Pope Vada Nobles | 5:33         |
| 3.                  | «Ex-Factor»                                         | Хилл                              | Хилл                      | 5:26         |
| 4.                  | «To Zion» (при участии Карлоса Сантаны)             | Хилл                              | Хилл Che Pope             | 6:08         |
| 5.                  | «Doo Wop (That Thing)»                              | Хилл                              | Хилл                      | 5:19         |
| 6.                  | «Superstar»                                         | Хилл Джохари Ньютон Джеймс Пойзер | Хилл                      | 4:56         |
| 7.                  | «Final Hour»                                        | Хилл                              | Хилл                      | 4:15         |
| 8.                  | «When It Hurts So Bad»                              | Хилл                              | Хилл                      | 5:42         |
| 9.                  | «I Used to Love Him» (при участии Мэри Джей Блайдж) | Хилл                              | Хилл                      | 5:39         |
| 10.                 | «Forgive Them Father»                               | Хилл                              | Хилл                      | 5:15         |
| 11.                 | «Every Ghetto, Every City»                          | Хилл                              | Хилл                      | 5:14         |
| 12.                 | «Nothing Even Matters» (при участии Ди Энджело)     | Хилл                              | Хилл                      | 5:49         |
| 13.                 | «Everything Is Everything»                          | Хилл Дж. Ньютон                   | Хилл                      | 4:58         |
| 14.                 | «The Miseducation of Lauryn Hill»                   | Хилл Дж. Ньютон                   | Хилл                      | 4:17         |
| Общая длительность: | Общая длительность:                                 | Общая длительность:               | Общая длительность:       | 69:20        |

| №   | Название                     | Автор(ы)            | Продюсер(ы) | Длительность |
| --- | ---------------------------- | ------------------- | ----------- | ------------ |
| 15. | «Can’t Take My Eyes Off You» | Боб Кру, Боб Гаудио | Хилл        | 3:41         |
| 16. | «Tell Him»                   | Хилл                | Хилл        | 4:38         |

## Чарты
| Чарты (1998—1999)                      | Высшее место |
| -------------------------------------- | ------------ |
| Австралия (ARIA)                       | 2            |
| Австрия (Ö3 Austria)                   | 4            |
| Бельгия/Фландрия (Ultratop)            | 10           |
| Бельгия/Валлония (Ultratop)            | 27           |
| Канада (Canadian Albums Chart)         | 1            |
| Нидерланды (Album Top 100)             | 11           |
| Финляндия (Suomen virallinen lista)    | 20           |
| Франция (SNEP)                         | 3            |
| Новая Зеландия (RMNZ)                  | 5            |
| Норвегия (VG-lista)                    | 2            |
| Шотландия (Scottish Albums Chart)      | 3            |
| Швеция (Sverigetopplistan)             | 3            |
| Швейцария (Schweizer Hitparade)        | 11           |
| Великобритания (UK Albums Chart)       | 2            |
| Великобритания (UK R&B Albums Chart)   | 1            |
| США (Billboard 200)                    | 1            |
| США (Billboard Top R&B/Hip-Hop Albums) | 1            |

| Чарты (1998)                     | Высшее место |
| -------------------------------- | ------------ |
| Великобритания (UK Albums Chart) | 82           |
| US Billboard 200                 | 24           |
| Чарты (1999)                     | Высшее место |
| Германия (Media Control)         | 34           |
| Великобритания (UK Albums Chart) | 17           |
| US Billboard 200                 | 11           |

| Чарт (1990—1999) | Высшее место |
| ---------------- | ------------ |
| US Billboard 200 | 40           |

### Синглы
С альбома были выпущены три сингла: «Doo Wop (That Thing)», «Ex-Factor» и «Everything Is Everything». Первый — возглавил американский песенный чарт Billboard Hot 100, последующие два — вошли в его первую половину.
| 1998                                                                 | «Doo Wop (That Thing)»     | 1  | 2  | 29 | 35 | 23 | 4  | —  | 39 | 10 | 3  | - RIAA: золотая - BPI: золотая    |
| 1999                                                                 | «Ex-Factor»                | 21 | 7  | —  | —  | 51 | 40 | —  | 46 | 22 | 4  | - RIAA: золотая - BPI: серебряная |
| 1999                                                                 | «Everything Is Everything» | 35 | 14 | —  | —  | —  | 51 | 15 | —  | —  | 20 | - RIAA: золотая                   |
| Знак «—» обозначает, что песня не вошла в чарт или не была выпущена. |                            |    |    |    |    |    |    |    |    |    |    |                                   |